# المتحررات
المتحررات هن شابات غربيات يافعات ظهرن  في حقبة العشرينات اعتدن على الانجراف من العادات الاجتماعية بسلاسة، كن عادة يرتدين التنانير القصيرة إلى حد الركبة  والتي كانت بتلك الفترة تعتبر قصيرة وغير مقبولة، أيضا تميزن بقص شعورهن إلى الرقاب والاستماع إلى موسيقى الجاز. وضعهن لمساحيق التجميل الثقيلة وركوبهن المركبات وتدخينهن للسجائر وشرب الكحول في العلن أدى لوصفهن بالطائشات، كما أعتدن على الإستهزاء بالصورة النمطية التقليدية للزواج وممارسة الجنس، لأنهن كن عادة ما يمارسن الجنس خارج إطار الزواج دون أية مشاعر واهتمام وإنما فقط من باب تنفيس رغباتهن الجنسية. بعد توافر المركبات في المجتمع زاد تمرد أولئك الشابات المتحررات في التجول، وحصلن على الخصوصية بعيدا عن المجتمع وثقافته، كن رمز من رموز عصر «صخب العشرينات»، والإضطراب الإجتماعي والسياسي وعند إنتهاء الحرب العالمية زاد التبادل الثقافي عبر المحيط الأطلسي، كما تميز ذلك العصر بانتقال موسيقى الجاز الأمريكية إلى أوروبا. وجد آنذاك رد فعل على المتحررات من قبل كبار السن والمحافظين الذين عاصروا أجيال مختلفة. كما ادعى المسنين بأن رداء المتحررات رداء شبه عاري ومخل، كما قالوا في وصفهم للمتحررات بأنهن نساء طائشات متهورات.

## أصول الكلمة
المصطلح الدارج «المتحررة» أشتق من الثقافة البريطانية الشمالية والتي تعني «الفتاة المراهقة»، وهي إشارة إلى الفتاة التي لم تلوثها الحياة بعد ودائمًا ما تجدل شعرها وتتركه منسدلًا على ظهرها، أو قد يشير المصطلح إلى معنى أقدم وهو العاهرة. مفردة «التحرر» كانت تستخدم للإشارة إلى العاهرة اليافعة في مطلع العام 1631. في بداية العام 1890 كانت تستخدم كلمة المتحررة في بعض المناطق ككلمة عامة للعاهرة اليافعة، وبمعنى أكثر عمومي يشير إلى أي فتاة مراهقة مفعمة بالحياة. ظهر الاستخدام الأساسي والفصيح  للمصطلح أول مرةٍ في الصحف البريطانية في مطلع عام 1903، كما ظهرعام 1904 في الولايات المتحدة عندما استخدمها الروائي ديسموند كوك في روايته عن حياة جامعة أكسفورد "Sandford of Merton" عندما قال «توجد متحررة فاتنة».في القرن 1907 قام الممثل الأمريكي جورج قريفز بتشبيه المفردة للأمريكيين بالعرض البهلواني لفتاة يافعة على المسرح. كما عُرفت كلمة المتحررة بالراقصة التي تتمايل في رقصها كالعصفور، تُقلب ذراعيها أثناء عرض حركة تشارلسون والتي كانت حركة تنافسية في تلك الحقبة. في عام 1908 قامت صحيفة معتمدة كصحيفة ذا تايمز باستخدام هذه المفردة ووصفها بدقة شديدة، حيث كتبت «المتحررة هي الفتاة التي لم تبلغ بعد لتلبس الفساتين الطويلة وترفع شعرها كالنساء». في شهر إبريل من العام 1908 احتوى قسم الموضة والأزياء في مركز العالم والسفر في لندن على تصميم للمفردة بعنوان «رداء الفتاة اليافعة» تشرح ما يلي:
الأمريكيون والشعب المحظوظ الذي تخوله نقوده ومنصبه إلى استخدام المصطلحات الدارجة اسموا هذا الموضوع بالمتحررات، تخصيص هذا المصطلح للشعب ذو القوة لم يضعني في موضع المخلص المُتغني بثقافته اللغوية. والتي عادتًا ما يخضع لها الأمريكيون المتحدثين بها، في الواقع من النادر أن تستحق شرف لحظة من انتباهي، ولكن في حقيقة الأمر إنني اسعى سعيًا عقيم للحصول على أي تَعْبِير مفهوم يدل على أن البكر هو شخص في سن السادسة عشر.
كانت الصورة لفتاة ترتدي بلوزة وتنورة طويلة" تتميز التنورة بالخصر العالي وشبه إمبروطوري... غير مشدود تمامًا ووشاح معقود بإهمال حول التنورة يشعرها بالراحة. في نوفمبر من العام 1910، انتشرت المفردة لدى أي.إي جيمس ليبدأ سلسلة من القصص في مجلة لندن موضحًا فيها  تعاسة مراهقة حسناء في سن السادسة عشر بعنوان "جلالة المتحررة". كما قامت صحيفة ما بالإشارة إلى عمل مسرحي يتمحور حول متحررة عابثة مغرية في عام 1911.
قام مدير فرقة المسرح البريطاني جون تيلر في عام 1912 بتعريف مفردة المتحررة في مقابلة صحفية أجراها لصحيفة نيويورك تايمز حيث عرف المتحررة بالفتاة التي تنتمي إلى مجموعة نساء أكبر سنًا منها بقليل وبلغت حديثًا.
استخدم جون تيلر تعبير حديثة الخروج للإشارة إلى بلوغ الفتاة التام وخروجها من عالم المراهقة والطفولة إلى عالم النساء. إن الفتاة التي لم تبلغ بعد يتم تصنيفها كطفلة في الآداب المجتمعية آنذاك. ومن المعروف أيضا عدم بروزها في المناسبات الإجتماعية الهامة وأن لا تكون محور اهتمام الرجال. بالرغم من آداب المجتمع تلك، لا زالت مفردة المتحررة تعني المراهقة المتمردة لدى شريحة كبيرة من المجتمع. توسع وصف المتحررة تدريجيا في بريطانيا إلى اية انثى طائشة غير ناضجة بالغة كانت ام مراهقة. وفي نهاية عام 1914، صرحت المجلة البريطانية فانتي فاير بأن مفردة «المتحررة» كانت على مشارف التلاشي حيث استبدلت بما يسمى "المخلوقات الصغيرة". كُتب مقال في صحيفة تايمز عن موضوع "مستقبل المتحررات" يتحدث عن صعوبة إيجاد وظائف للعاطلات من النساء، حيث تم ترئيس القوى العاملة من الرجال واعطاء النساء وظائفهم السابقة. في ظل تلك الظروف تغير مفهوم المفردة ليصبح معناه " شابات مستقلات يبحثن عن المتعة والجنون". في شهر فبراير من العام 1920، أثناء محاضرة الدكتور موراي ليزلي عن انتفاضة النساء في بريطانيا جراء فقدانهم لأزواجهم، نقد المتحررات قائلا: “فراشات المجتمع، راقصات، طائشات، هزيلات، متمايلات على أغاني الجاز، غير منضبطات ولا مسؤولات، قبعة جديدة أو رجل بسيارته هم أكثر أهمية لهن من مصير الأمم". في شهر مايو من تلك السنة، قامت سيلزنيك بيكتشرز بعرض فيلم كوميدي صامت بعنوان " المتحررة" من بطولة أوليف توماس، وهو الأول من نوعه في الولايات المتحدة في محاكاة حياة المتحررة. ومنذ ذلك الحين، تم الأخذ بالمعنى الكامل للمفردة بناءً على ما تم عرضه بالفلم من تصرفات المتحررة وأسلوبها. تزامن استخدام المفردة مع صيحة موضة انتشرت بين المراهقات الأمريكيات في مطلع1920، حيث كن يرتدين احذية واسعة مفتوحة من الأعلى، ثم انتشر معن زائف آنذاك ينص على انهن سمين "بالمتحررات" لتحديهن التقاليد وارتدائهن احذية متحررة من الأعلى غير محكمة برباط، والتي كانت تشبه إلى حد ما صيحة في القرن الواحد والعشرين. أشتق اقتراح اخر لأصل المفردة من صيحة موضة في العصر الفيكتوري. في عام 1920 كان النساء يرتدين المعطف ويتركنه مفتوحا ليتقلب يمنتا ويسرى اثناء سيرهن، حتى يبدون أكثر تحررًا من إغلاقه، وكانت تلك صيحة العصر آنذاك. في منتصف عام1930، كانت مفردة "متحررة" لا تزال تُستخدم في المحافل البريطانية، وكانت دائما ما ترتبط بالماضي. في عام 1936، قام كاتب في صحيفة تايمز بوضع المفردة ضمن قائمة المفردات العامية العتيقة مثل كلمة "بلوتو". وتعني "بلوتو" استحضار الماضي واستحضار شعار المتحررات السعيدات، كانت تعني استدعاء ماضي لم ينتهي بعد.

## العوامل المؤثرة
أحد أسباب التغير في تصرفات النساء يعود إلى الحرب العالمية الأولى، والتي انتهت في شهر نوفمبر من العام 1918. موت أعداد مهولة من الرجال في الحرب، بالإضافة إلى جائحة الإنفلونزا الإسبانية التي حدثت بنفس العام 1918 تسببت بوفاة ما يقارب من 20-40 مليون شخص. أدت إلى إدراك الشباب والشابات بمدى قصر الحياة واحتمال انتهائها في غضون اية لحظة، لذلك سعين الشابات للإستمتاع بشبابهن وخوض تجارب في الحياة والحرية بدلًا من القرار في البيوت وانتظار رجلًا للزواج. التغييرات السياسية كانت أحد أسباب ظهور «المتحررة» حيث قلصت الحرب العالمية الأولى سلطة الطبقات الاجتماعية العليا في كلا جانبي المحيط الأطلسي، من خلال تشجيع مختلف الطبقات الاجتماعية في الإختلاط ونشر معنى الحرية. في نهاية المطاف وبعد جهد جهيد حصل نساء الولايات المتحدة على حق التصويت، وكان ذلك في يوم 26 من شهر أغسطس عام1920.كان جل رغبات النساء آنذاك المساواة الإجتماعية مع الرجال. وقد واجهوا صعوبة في تحقيق الأهداف الكبيرة للنسوية، كالرغبة في فرض شخصياتهن والمشاركة الكاملة في الشؤون السياسية والاستقلال المادي بالإضافة إلى الحرية الجنسية والاستقلال. على الرغم من وجود نساء يمتلكن صلاحيات وفرص وظيفية في سوق العمل أكثر من الرجال كإمتهان مهنة الطب والمحاماة والهندسة وقيادة الطائرات، أراد بعضهن أن يكون لهن حق التدخين وشرب الكحول كالرجال. أدى ارتفاع المستهلكين إلى تحقيق معنى الإنجاز والحرية، والتي أدت إلى تشجيع النساء على التفكير بحرية فيما يرتدين وما يمتهن بالإضافة إلى أنشطتهن الإجتماعية. أثرت الحرب العالمية الأولى على تغيير المجتمع برمته، حيث تطورت التكنلوجيا وطريقة اللباس وأيضا التصنيع. كانت زيادة تصنيع المركبة عاملًا مهمًا في حياة المتحررات، حيث كانت وسيلة للتنقل حيث ومتى شئن. كالسفر إلى أماكن الترفيه أو بيع الكحول، واستخدام المركبات الكبيرة للنشاطات المعروفة وإقامة الحفلات. كما سنح الإزدهار الإقتصادي إلى اتاحت المال والوقت للأشخاص للعب الجولف والتنس والاستمتاع بالإجازات، التي تطلبت ملابس ملائمة لتلك الأنشطة، وكانت نحالة أجساد المتحررات مناسبة لتلك التغييرات. 
أضعفت الحرب العالمية الأولى كافة المعتقدات وأصحابها في جميع الدول. وحال انتهائها لم يستطع كل من الحكومة والكنائس والمدارس والعائلات ارجاع حياة البشرية إلى سابق عهدها. كما كان تغير الأخلاق والآداب أحد نتائج تلك الحرب، والتي أدت إلى توليد مجتمع أقل انحكار وأكثر حرية. كان النساء أكثر من استفاد من تلك الحرية. فقدت المعتقدات البالية والتي تتعلق بتحديد إن كان التصرف مناسب أم لا ولم يعد هناك مصداقية. كما لم تعد المحرمات ظاهرة في المرافق العامة. كما فقد استدام التبغ والخمور والجماع قوته. بالإضافة إلى أن النساء فقدن حصانتهن ضد استبداد المجتمع كما كن عليه في السابق.
المؤرخ: جوردن أ كاريق

## تطور الصورة النمطية
في عام 1920تسبب فيلم المخرجة فرانسيس ماريون «المتحررة» من بطولة النجمة اولايف توماس إلى ظهور موضة لباس المتحررة لأول مرة في الولايات المتحدة الأمريكية. في عام 1917 أدت الممثلة أولاي في بطولة فيلم مماثل لفيلم المتحررة، على الرغم أن المفردة لم تُستخدم إلا بعد فيلم المتحررة. وفي أفلامها الأخيرة أصبحت تؤدي دور المتحررة. كما أن بعض الممثلات مثل كلارا باو ولويز بروكس وكولين موري وجون كراوفرد بدؤا مشوارهم الفني بأداء دور المتحررة ولاقوا جماهرية واسعة. كان الحظر الدستوري في الولايات المتحدة الأمريكية مصدر إزدراء واسع للأفراد، كما أنه كان إحدى عوامل زيادة مفهوم المتحررة. أدى إغلاق الصالونات والنوادي الليلية النظامية إلى زيادة أرباح وشهرة سبيكاسيز وهو نادي لبيع الكحول الغير نظامية، كذلك التضارب بين الإنصياع للأنظمة القانونية في السماح بشرب الكحول وتحريم الدين لها أدى إلى قيام ثورة الأعتدال من قبل المعارضين لشرب الكحول.حيث أن الإستهلاك المفرط للكحول كان مصدر ازدراء كبير للسلطات. كما أن استقلال المتحررات عام  1890 كان رداً على الجبسونيات«وهن الفتيات طاغيات الأنوثة والجذابات جسدياً»، على الرغم من أن مظهر الفتيتات قبل الحرب كان مختلفًا عن مظهر المتحررة. بالإضافة على أن استقلالهم كان سببًا في استمرار التعليقات السخيفة لمدة 30 عامًا.
اهتم عدد من الكتاب مثل إف.سكوت فيتزقرالد وانيتا لوس ورسامين مثل روسيل باتيرسون وجون هيلد وجي آر وإيثل هايس وفايث بوروز بنشر مظهر وحياة المتحررة من خلال أعمالهم. مما جعل المتحررات يظهرن بصورة الفتاة الجاذبة والطائشة والمستقلة. ومن بين هؤلاء الكُتاب، الناقد دوروثي باركير الذي انتقد جنون المتحررات وألف أغنية تعبر عن كرهه للمتحررات ليسخر من تصرفاتهم. كما استنكر وزير العمل تصرفاتهن «يحببن تدخين السجائر، متحررات يشربن الخمر». وكتب طبيب نفسي من جامعة هارفرد تقرير ينص على أن المتحررات يمتلكن مستوى شديد الإنخفاض في الذكاء، مما شكل مشكلة وخيبة أمل لمعلميهم. ذكرت الكاتبة لاين فريم في كتابها أن عدد كبير من العلماء والمتخصصين الصحيين قاموا بعرض وتحليل مستوى الأنوثة لمظهر وسلوك المتحررات، والتي أظهرت نتائجها مدى ذكورة مظهرهن وتصرفاتهن. كما ابدى بعض أطباء الامراض النسائية آرائهن بأن النساء تزداد نسبة عنوستهن إن كن أقل أنوثة من المعتاد. مما يجعل الزوج تعيس في زواجه. كما أكدت فريم في كتابها بأن مظهر المتحررات كالشعر القصير والفستان القصير يصرف الإنتباه عن مُنحنيات جسدهن الأنثوية وسيقانهن. تلك الصفات لم تكن صيحة موضة فحسب بل تعبيرًا عن عدم وضوح أدوار الجنسين.

### فتاة الجيبسون
هي أحد أصول مفهوم المتحررة. ويرجع هذا اللقب إلى الرسام الأمريكي تشارلز دانا جيبسون. عام 1920 تغير مفهوم الأزياء وأسلوب الحياة بسبب حركة فتاة الجيبسون، حيث أن تلك التغيرات كانت بتدريج أكثر من التغير التقليدي لأزياء النساء في الماضي. قبل حركة فتاة الجيبسون كانت أصوات النساء نادرًا ماتُسمع، فالبعض يرى فتاة الجيبسون كعارضة للأناقة والموضة فقط بينما في الحققية لها تأثير أكثر من ذلك. قامت فتاة الجيبسون بتمثيل صورة المرأة العصرية حيث عُرفت «بالمرأة الحديثة» على نطاق واسع. في الوقت نفسه حصل العديد من النساء على الاستقلال وبدأن بالعمل خارج المنزل وطلبن الحصول على العديد من الحقوق ومن بينهم الحق في التصويت، كما جسدت رسوم تشارلز جيبسون جميع النساء اللواتي يقلقن على أنفسهن أكثر من قلقهن على كيفية إرضاء الرجال. وكانت تلك أول مرة تركز فيها المرأة على أحلامها وأهدافها الخاصة. كما كانت فتاة الجيبسون مثالًا على الفطنة والعلم بدلًا من الإنصياع لتلبية رغبات الرجال كأقرانهن السابقات.
وفقًا لما كتبته الكاتبة كيت تشوبين في موقع على شبكة الإنترنت عن تأثير فتاة الجيبسون في مطلع العام 1900 بأنه مماثل لتأثير دمية باربي على المجتمع في نهاية العام ذاته".وتخطت الفتاة الجيبسونية الحدود المجتمعية حيث قامت بتمهيد الطريق للنساء للمشاركة في أمور لم يحلمن قط بالمشاركة بها من قبل.هي أشبه بدمية باربي، إذ صورت النساء على أنهن قويات مستقلات، بإمكانهن ممارسة الرياضة بفستان قصير وشعرٍ مُسرح وجميل. قام الكثير بنقد كيت مثلما قاموا بنقد باربي من قبل، لتجسيدها صورة غير واقعية للصورة الحقيقية للنساء كالشعر الطويل المنسدل والمثالية العالية. وعلى الرغم من الإنتقاد الذي وجِه لها كانت رائدة بمجال الأزياء، ومثل أعلى للنساء في التصرفات والأناقة، مثل دمية باربي تمامًا. ساعدت طريقة لباس فتاة الجيبسون في الحصول على نمط حياة أكثر نشاطًا مما كان عليه في السابق في مجالي العمل والترفيه. حيث كانت التنانير طويلة واسعة، والفساتين مصممة برقاب طويلة وأكمام ضيقة. كانت طريقة اللباس تلك ذكورية وبالأخص حينما يرتدن ربطة عنق. في حين أن النساء مازلن يرتدين مشد للخصر والذي يسمى بالكورسيه، وتم تصميم نوع جديد وصحي من المشد للخصر بحيث لايُألم العمود الفقري مثل التصميم السابق.أصبح شكل الساعة الرملية للجسم ممتلئة الصدر والأرداف ونحيلة الخصرالأكثر شيوعًا بين الفتيات إذ يعكس ثقة وإتزان المرأة العصرية. والتي يتبادر إلى الأذهان بأنها امرأة في مكتب مرتدية قميص مفصلأ وفي حفلة تنس بلباس رياضي غير رسمي. تقوم برفع شعرها الطويل والمظفر على شكل دائرة عشوائية مغطيةً رأسها بقبعةٍ بسيطة مصنوعة من القش. تميزت فتاة الجيبسون بالجمال والأناقة رغم إمكانياتها واستقلالها. إذ صرحت مكتبة الكونغرس بأن: في دقة تصميم الجيبسونيات لقبعاتهن ابرازًا بمدى رفعة ذوقهن في اللباس، بالإضافة إلى تعزيز الانطباع البصري لرقيهن وقيادتهن للمستقبل. وأظهر تشارلز جيبسون فتاة الجيبسون الكلاسية بالفتاة التي تُمارس الأنشطة الرياضية في الهواء الطلق.
عُرفت فتاة الجيبسون بالفتاة الأمريكية الفريدة من نوعها مقارنتًا بالمعايير الأوربية للأناقة. وكانت أيقونة للمرأة الشابة والأنثوية والقوية والمستقلة والعصرية. كما أكد جيبسون أن النساء من الطبقة الوسطى والطبقة الراقية بإمكانهم أن يمثلوا فتاة الجيبسون. عُرفت ميني كلارك بفتاة جيبسون الأصيلة، لعملها كعارضة لدى تشارلز جيبسون إذ تقوم بتجسيد أي نوع من النساء في رسوماته.حيث قام برسم جميع النساء من كافة الأعراق والطبقات الإجتماعية، ليجعل كل إمرأه تشعر بأنها هي أيضًا من الممكن أن تكون فتاة جيبسون جميلة.

### الصحف
في عام 1922 احتفلت صحيفة المتحررة المحلية في شيكاغو بمطالب المتحررات. حيث أعلنت وبكل فخر في الصفحة الرئيسية للقضايا عن تمرد المتحررات عن قيم المجتمع التقلدية.حيث دافعت المتحررات عنهم بمقارنة أنفسهن بالجيل السابق من النساء، والآتي كن يلقبن «بالأوراق المتشبثة» كما قمن بالسخرية من تصاميم الأزياء بذاك الوقت واحتشام النساء الأكبر سنًا مما دفعهم للظهور على سجيتهن.دون إدراك منهم بأن نشاطات أولئك النساء جعلت من حريتهن أمرًا ممكنًا. قامت الصحف الحديثة في عام 1922 باستقطاب المرأة الألمانية اليافعة من خلال صور جذابة وإعلانات لأزياء المناسبات والمجوهرات التي قد يرغبن باقتنائها. وعرضت المجلات المصورة مثل  Die Dame وDas Blatt der Hausfrau   صور للفتاة المتحررة والتي كانت شابة يافعة أنيقة، مستقلة ماليًا وكانت من أوائل المستهلكين لأحدث صيحات الموضة. كما حرصت الصحف على إطلاعها باستمرار على أحدث المستجدات في عالم الفن والأزياء والرياضة بالإضافة إلى أحدث المركبات والهواتف النقالة في عالم التكنولوجيا.

## سلوكهن
في عام 1920، بالرغم أن كثيرًا من النساء الشابات كن يرون المتحررات رمزًا للمستقبل المشرق، إلا أن بعضهن  استغربن سلوكهن المتمرد. كتبت صحيفة مقال تطلب فيه من أفواه قرائها القصص الحقيقية للمتحررات، ونشرها بعمود جديد سُمي «اعتراف المتحررة». كانت بعض تلك القصص مُثلجة للصدر كقصص الآتي طورن من انفسهن وأصبحن أفضل من اللآتي كن يقللن من شأنهن. اخرون وصفوا الفتيات بالخائنات لقيمهن الأخلاقية في سبيل الوصول إلى مستوى المتحررات. تعددت الأمثلة على ذلك: مثل إقرار عروس جديدة بخيانتها لزوجها، وطالبة جامعية تصف لحظة إخبار صديقها لها بأنها غير مؤهلة للزواج بعد أن سلبها عذريتها، وابنة وزير تحكي قصة إذلالها بعد أن كُشف أمر كذبتها بإدعائها بأنها أكبر عمرًا وأكثر رقي مما هي عليه.الكثير من القرُاء اعتقدوا  بأن المتحررات قد تمادوا في بحثهم عن المغامرة. صرحت غاوية رجال سابقة تبلغ من العمر 23 عامًا: من وجهة نظري الشخصية أن عموم المتحررات ما بين 15 و19 عامًا حمقاوات مقارنتًا بالأخريات، كما أنه من السهل جدًا خداعهن وتوريطهن في المصائب. لذلك كان من بين قُراء مجلة «المتحررة» مجموعة تحتفي بهمة المتحررات واستحواذهم على مناصب الرجال. بينما مجموعة أخرى تعي خطورة اتباع المتحررات بشكل أعمى. حتى أن البعض منهن قد اعترفت بإنتهاكها لقيمها الأخلاقية للوصول لمستوى متعة التحرر.

### البنوك الأمريكية وموظفاتها المتحررات
وفقًا لتقرير عام 1922، أُلزمت بعض البنوك في أرجاء الولايات المتحدة الأمريكية بتغيير زي موظفاتها اليانعات وطرد من ينتمي إلى المتحررات من العمل . بدأ الأمر برمته حين تضجرت إحدى الأمهات الساكنة بمنطقة نيو جيرسي على عمل ابنها مع الموظفات فقط. والأمر الذي رأته انجذابًا غير أخلاقي، مما دفعها لرفع شكوى لإدارة البنك عن هذه الحادثة. أدى ذلك لأعتماد تصاميم محددة لزي الموظفات، مثل  أن يكون الزي بتصميم بسيط، بالإضافة إلى تحديد متجر معين لشراء زي العمل، وألوان الزي إما الأسود أو الأزرق أو البني، بالنسبة للأكمام فيكون طولها إلى تحت المرفق. وطول طرف الزي عن القدم أكثر من اثني عشر إنشًا.  منذ ذلك الحين سرعان ما انتشر شعار «مكافحة المتحررة» إلى الدعم الفيدرالي حيث تم إعلام الموظفات بطريقة صارمة بأنه لا مكان للتزين في العمل.

## مظهرهن الشبابي
تميزت المتحررة بأسلوبها الشبابي والعصري في القرن العشرين، والذي اعتبره الأمريكيون المعاصرين كشيء من الشجاعة الثقافية. وعلى الرغم من ذلك، عام 1920 اعتبر البعض أن المتحررات خطر على المجتمع المحافظ، إذ يمثلن نظام أخلاقي جديد. ومعظمهن بنات الطبقة المتوسطة، إلا انهن تلاعبن بقيم تلك الطبقة. حيث قمن بتجاهل أولياء أمورهن، ورقصن رقصًا مثيرًا، كما قمن بالتسكع مع الشباب."ويهتمن المتحررات بالأناقة أكثر من الجوهر الداخلي والتجديد على العادة، والمتعة على العفة. أصدر المغني ريوث جيليتس أغنية بعنوان " أخبريني ! .. هل سألقاك الليلة ؟" عام 1920، تُعبر عن السلوك الجديد للشابات في ذات العام حيث أن الشابات أصبحن يلعبن دور المسيطرات في العلاقات، وهن اللآتي يطلبن التسكع في الخارج مع الشباب بكل اندفاع  أو حتى القدوم إلى منزلهن. على عكس ما كن عليه قبل 1920 حيث كانت تلك السلوكيات مستحيلة.
أدى تصرف المتحررات الغريب إلى إعادة تشكيل أدوار النساء آنذاك. تم تصويرهم في وسائل الإعلام الإنجليزية على أنهن شخصيات محبات للمتعة، طائشات ويملن لتحدي التقاليد بإقامة العلاقات الجنسية. انتقل مفهوم المتحررة على أنه مرحلة من مراحل حياة الشابات في إنجلترا من الالمان حسب قول البعض. ونشأ هذا المفهوم كرد فعل جنسي على المرأة ذات الجسم الممتلئ المفرطة في التغذية قليلة التمارين، وكمساواة بين شاذي الجنس وأصحاب الميول الفطرية. عُرف المراهقات في ألمانيا بـ “Backfisch”، والتي تعني السمكة الصغيرة التي لا تُباع في متاجر الأسماك لصغر حجمها. كما أن المفهوم كان متعارف عليه  في إنجلترا أواخر عام 1880، وعرُفت تلك المفردة أيضًا بمعنى الفتاة الإجتماعية المحتشمة على عكس ما كانت عليه المتحررة، من تمرد وتحدي للأعراف المجتمعية. كانت الصورة المتطورة للمتحررات بأنهن شابات يافعات مستقلات، والآتي يذهبن في المساء إلى نوادي الجاز كالنوادي التي في حي هارلم، والتي كان من المعروف بأنها نواد جنسية خطرة، إذ يرقصن هنالك بشكل استفزازي ويدخن السجائر ويواعدن الشباب بكل حرية وعشوائية. كن مليئات بالحيوية ويلعبن الرياضة، ويركبن الدراجة، ويقدن المركبات، ويشربن الكحول دون أية استحياء، وأفعال جريئة خلال فترة  الحظر في أمريكا. مع مرور الزمن، تطورت أساليب الرقص مثل رقصة تشارلستون، ورقصة ذا شيمني، ورقصة ذا بوني، بالإضافة إلى رقصة بلاك بوتم، بعد أن كانت تعد من أنواع الرقص المرفوض في المجتمع، إلا أنها أصبحت شعار لرفض المتحررات للعادات التقليدية.

### قلب الأدوار الفيكتورية
بدأن المتحررات بالعمل خارج المنزل متمردين على أدوار النساء التقليدية، والمعتقدات الراسخة حول النساء خلال التاريخ الإجتماعي بأنهن عاجزات. نساء تلك الحقبة اعُتبرن كمصدر تحدٍ مهم لأدوار الجنسين الإجتماعية في التقاليد الفيكتورية. حيث كرسن وقتهن للبحث عن لقمة العيش والعمل بإجتهاد والدين. تدريجيًا تخلصت النساء من تلك الأفكار المتشددة والقديمة حول الأدوار الاجتماعية والنزعة الإستهلاكية بالإضافة إلى الأختيار الشخصي. عادةً ما يُصف الأختلاف بين الثقافة القديمة والحديثة «بالحرب الثقافية»، كما دافعت النساء عن حقهن في الإنتخاب وكافة حقوقهن الأخرى.
ظهور المتحررات كان نتيجة تغير اجتماعي جذري، حيث أن النساء كن قادرات على الإنتخاب عام 1920 في الولايات المتحدة، كما أن محاكمة سكوبس.
أثرت جدًا على المجتمع الديني. بالرغم من كل الآراء حول تخلي النساء عن أدوارهن التقليدية، إلا أن العديد من المتحررات لم يخضن في الشؤون السياسية. حيث كان المكافحات الأكبر سنًا والآتي حاربن من أجل حق النساء في الإنتخاب ينظرن إلى االمتحررات على انهن فاسدات غير مستحقات لحق الإنتخاب الذي لطالما عمِلوا بجد من أجل الفوز به . لخصت هذا الإنقسام كاتبة ليبرالية شهيرة في ذلك الحين تدعى دوروثي دونبار برومبلي من خلال وصف المتحررات بأنهن "عصريات" و"أزياؤهن متجددة"، الآتي يقررن بأن الحياة المتكاملة تتوجب الزواج والإنجاب "كما أردفت قائلة " نُقلوا  بالإكراه الداخلي الذي لا مفر منه ليصبحوا أفرادًا".

### حفلات المداعبة
أصبحت مفردة المداعبة والتي تعني «ملاطفة أو المداعبة جنسية» أكثر شهرة مما كانت عليه في العصر الفيكتوري. كما انتشرت أكثر «حفلات المداعبة» وهي نشاط للإنجذاب والتعارف. يحدث في هذه الحفلات إختلاط جنسي جدًا مُتخلين عن عادات الزواج التقليدي والخطوبة التي تنتهي عادةً بالزواج. انتشرت تلك الحفلات في السكن الجامعي، حيث يقضي الشبان وقتًا ممتعًا في بيئة مختلطة بدون رقابة. كتبت الكاتبة كارولاين فان ويك عمودًا  في المجلة الشهيرة Photo play، والتي تضم العديد من المقالات عن ثقافة البوب، ونصائح عن الموضة، بالإضافة إلى مقالات لمساعدة قارئيها على التحكم في حس الشهرة بداخلهم. في شهر مارس من العام 1926 كتبت شابة مجهولة تصف المداعبة على أنها مشكلة، موضحةً بأنه «أمر يفعله كافة الفتية ولا يتوقفون عن فعله دون أن يتوقفن أيضًا.نحن الفتيات بذكائنا نعرف ما سنفعله ... متأكدة بأنني لا أرغب بالزواج بشخص بطيء جدًا في التعبير رغبته بالمداعبة. ولكنني أرغب باكتشاف الصواب.أرجوكم ساعدوني.» أبدت فان ويك تعاطفها مع المشكلة التي واجهها الكاتب فأردفت قائلة: «بدى لي أنه من الأفضل لي أن أعرُف بالحماقة وأن أحتفظ بالرومانسية لنفسيى على أن أُطلق عليه موعدًا ساخنًا ويسكن الخوف قلبي». حصلت كينزي على اعتراف من نساء ولدن قبل 1900مارسن الجنس قبل الزواج وقبل بلوغ سن 25 عامًا ويمثلن 14% ، بينما 36 %من النساء الآتي ولدن بعد ذلك العام مارسن الجنس قبل الزواج وجربن النشوة الجنسية.

### المفردات العامية
على الرغم من أن هذه المفردات العامية وجدت قبل عام1920 إلا أن استخدامها ارتبط بالمتحررات مثل «الخردة» و«مُقبل الرقاب» و«الحفلات الصاخبة» بالإضافة إلى «حفلات تقبيل الرقاب».كما استخدم المتحررات مفردة «جاز» لأي أمر فيه متعة ومرح ولم تقتصر على معناها الأساسي موسيقى الجاز.وغالبًا كلماتهم المستخدمة تصف مشاعرهن حول المواعدة والزواج وشرب الكحول، مثل «علي مقابلة رجل بخصوص كلب» كانت تعني آنذاك الرغبة في الذهاب لشراء الويسكي، وكانت كلمة «الأصفاد» تعني خاتم الزواج أو الخطوبة. كما تعكس هذه الكلمات اهتماماتهم كمصطلحات تعبر عن الموافقة" "هذا ممتع جدا، وتعني حسنا" "هذه ركبة نحلة، وتعني هذا شخص عظيم أو خدوم«و» آكلي الكيك، وتعني زير النساء«بالإضافة إلي التعبير المجازي الشهير» مواء القطة«والذي يقال لأي أمر رائع». ظهر مصطلحان عاميان آخران لوصف أفعال المتحررات ونمط حياتهن وهما «التعامل«و» العاهرة». وكان «التعامل» عادة أو ثقافة مختصة بـالمتحررات من الطبقة العاملة. وعلى الرغم من كسبهن المال من العمل إلا أنهن يرغبن بكسب المزيد لعيش حياتهن. كان النساء يُدعون بلهفة للرقص والشرب ومن المداخل وحتى المجوهرات والثياب. بالنسبة «لخدمة الإرجاع» وهي تعني منح النساء أي نوع من أنواع الإثارة  أو التفاعل الجنسي، بدءً من المغازلة وحتى الجماع. إلا أن هذه الممارسات يسهل الخلط بينها وبين الدعارة لذلك قام البعض بتسميتها «العاهرة» لسهولة التفريق بينهن وبين المومسات حيث أدعت الفتيات بأن سبب التسمية لأنهن لا يقبلن أخذ المال من الرجال لقاء جماعهن.

## المظهر
إضافة على سلوكهن الغير محترم، عُرف المتحررات بمظهر لباسهن المستوحى من الأزياء الازياء الفرنسية، خاصة تلك التي صممتها المصممة الفرنسية كوكوشانيل. أثر تصميم لباسهن على انتشار موسيقى الجاز الأمريكية ورقصتها المشهور بشكل سريع. تعني الكلمة الفرنسية «قارسون» الفتى ذو الطباع الأنثوية، حيث أن مظهر المتحررات بشعورهن القصيرة وأثدائهن الصغيرة وخصرهن النحيل جعلهن يبدون أصغر سنًا وذكوري .في أواخر 1913 أدى الإرتباط بين المراهقة النحيلة ومظهرها إلى حفظ صورتها في أذهان العامة. كما علقت ليليان نوردايكا على أزياء نيويورك في ذات العام قائلة: متحررة صغيرة نحيلة ترتدي تنورة تجعلها بالكاد تستطيع أن تخطي خطوة، كل ما فيها منطفئ عدا أسنانها البيضاء، وقبعة مجوفة كبيرة ، تجدها بالشارع الخامس. في مطلع هذا التاريخ، بدا بأن هذا النمط من اللباس قد ارتبط بالمتحررات وذوات البنية الجسمية الذكورية، ومرتديات القبعات المائلة، والتنورة الضيقة بدلًا من ذات الخصر المرتفع.
على الرغم من أن المظهر أصبح مرتبطًا بالمتحررات ذوات (الخصر النحيل، والشعر القصير والتنورة مرتفعة الخصر وقصيرة إلى فوق الركبة) إلا أنه لم يرتبط تمامًا حتى العام 1926، حيث وجد ارتباط قديم في أذهان العامة بين المظهر الغير تقليدي والأفعال المخزية ومصطلح المتحررة. وصف تقرير في صحيفة (ذاتايمز) في قسم ترفيه الكريسماس عام 1915 لقوات متمركزة في فرنسا. واصفاً عسكري يغازل بسخرية امرأة ترتدي تنورة قصيرة وقبعة بتصميم باريسي، وقصة شعر تشبه المتحررات. وعلى الرغم من مسألة استحداث المتحررات، إلا أن مظهرهن أصبح عصريا بشكل بسيط بين النساء المحترمات الأكبر سناً.ساهمن المتحررات باختفاء موضة الكورسيه واستبداله بفستان ذو خصر مرتفع وتنورة قصيرة وشعر قصير. وكان من بين الممثلات أسماء بارزة عُرفت بذلك النمط في أزيائهم مثل :Tallulah Bankhead ,Olive Borden, Clara Bow، Louise Brooks، Joan Crawford, Bebe Daniels, Billie Dove، Leatrice Joy، Helen Kane, Laura La Plante, Dorothy Mackaill, Colleen Moore, Norma Shearer, Norma Talmadge, Olive Thomas, and Alice White.
في مطلع العام 1920، بدأن المتحررات بالظهور في القصص المصورة في الصحف المحلية، مثل (بلوندي بوبادوب) و (فريتزي ريتز) كما وصفوا زوجة (داقوود بمستيتد) وعمة نانسي على أنهن متحررات.

### لباسهن
كانت أزياء المتحررات منسدلة وواسعة، تاركات الأكتاف مكشوفة (في بعض الأحيان بلا حبال) كما أن حزام محيط الخصر عند الأرداف. وجوارب من الحرير أو الرايون تثبت بالأربطة. بحلول عام 1927 قُصرت التنانير لتغطي الركبة بقليل لتوضح لمعان الساق أثناء رقص الفتاة وحين مشيها في نسيم الهواء الطلق.وعلى الرغم من ذلك كانت طريقة رقصهن تقلب التنانير الطويلة الفضفاضة إلى قصيرة تكشف عن ساقهن. كما يضيف بعض النساء القليل من الروج وهو مستحضر تجميلي على ركبهن لمظهر أفضل. أيضًا انشهرت فساتين روب دي ستايل. ظهرت صَيْحَة أحذية الكعب العالي آنذاك حيث بلغ طول الكعب حوالي 2-3 انش. كان الحذاء الأكثر شعبية وتفضيل حذاء ماري جانس والحذاء ذو تصميم حرف الT بألوانه الأسود الكلاسيكي والذهبي والفضي بالإضافة إلى اللحمي.

#### الملابس الداخلية
تخلى المتحررات عن الكورسيه القديم والبنطالون في سبيل ارتداء الملابس الداخلية. كما أرتدين صدريات بسيطة تثبت أثدائهن أثناء الرقص بدلًا من الكورسيه القديم والذي كان أكثر تقييدًا للحركة .أرتدين المتحررات كورسيه حديث أكثر نعومة وكان يصل إلى أردافهن، منعمًا منحنيات جسدهن ومضيف للمرأة مظهرًا أكثر استقامة من الأعلى وحتى الأسفل، كما نحف الكورسيه الحديث محيط الخصر وزاد تفَخّيم الأرداف والثديين مقارنةً بالكورسيه القديم. قلة منحنيات جسد النساء أدى إلى تعزيز المظهر الصبياني. أُخترعت صدريات سيمينغتون سايد لاكر وأصبحت شائعة كصدرية أساسية يومية. حيث صُمم هذا النوع من الصدرية لرفع الظهر إلى الخلف ليسطح الثدي. بعض النساء حسدن المتحررات لإمتلاكهن صدر مسطح لذلك قاموا بشراء صدريات سيمينغتون سايد لاكر للحصول على مظهر صدر المتحررات. وتعتبر الأثداء الكبيرة عادةً سمة للتقيد . فبالتالي أصبح مظهر الصدر المسطح فاتنًا للنساء. وعُرف عن المتحررات كثرة ارتدائهن لهذا النوع من الصدريات.

### الشعروالمجوهرات
ظهرت صَيْحَة قصات الشعر الصبيانية والتي خففت من عبئ إجبار النساء على إطالة شعورهن، قصات الشعر أٌشتهرت مثل قصة البوب وقصة الايتون بالإضافة إلى قصة الشينقل بوب. كانت قصة فينقر ويف تُستخدم كتسريحة لتصفيف الشعر. كما كانت القبعات لا تزال موضة، مثل قبعة موزع الصحف وقبعة الغطاء الزجاجي.كانت المجوهرات تحتوي على قطع من الفن الزخرفي، وخاصة العديد من طبقات عقود الخرز. وأضيفت مشابك الشعر والخواتم والبروشات إلى الأناقة. كما كانت نظارات هورن رايمد شائعتًا أيضًا.

### مستحضرات التجميل
عام 1819، قامت الممثلة الفرنسية بولاير ى بابتكار مظهر الشعر الأشعث القصير، والشفاه الممتلئة والعينان الواسعتان المحددة بالكحل بحدة. ويتطلب مظهر المتحررة المتجدد إلى «مساحيق التجميل الثقيلة» بعكس ما كان مقبولًا في السابق، للمحترفين في المسارح. تزامنًا مع اختراع علب أحمر الشفاه الحديدية والمرايات المضغوطة ظهرت صَيْحَة شفاه لدغة النحل (الشفاه الكبيرة). اُعتبرت العينان السوداوان وخاصة تلك المحددة بالكحل صَيْحَة آنذاك.أصبح أحمر الخدين دارجًا بعد أن أصبحت عملية تطبيقه أقل فوضوية مما كانت عليه. حدد النساء حواجبهن بأبرة رفيعة وعبأنهن بالأسود لتقليد الممثلات مثل الممثلة كلارا بو.بشكل عام، اعتبرت البشرة الشاحبة آنذاك الأكثر جاذبية. وعلى الرغم من ذلك زادت شعبية تسمير البشرة بشكل تدريجي بعد أن استعرضت كوكو شانيل اسمرار بشرتها بعد قضاء العطلة، والذي يعني حياة مرفهه بعيدة عن الإرهاق. هدف النساء أن يبدون ممشوقات القوام ويمارسن الرياضة وأهم من هذا كله أن يتمتعن بصحة جيدة.

## سيميائيات المتحررات
التحرر من الملابس المقيدة، ومن الأربطة التي تعيقة التنفس، والحلقان التي تحتاج لتحرير من بعضها.شجع المصطلح الجديد «حرية التنفس والمشي» على الخروج من المنزل، إذ أن المتحررة إستغلت كل الفرص. كانت المتحررة سببًا في الظهور القوي للتغييرات في نمط حياة الأمريكيات من خلال لباسهن. فُسّرَت التغييرات في الموضة بالرموز على حدوث تغييرات أعمق للأيقونة النسوية الأمريكية. وتعد التنانير القصيرة والشعر المموج دليل على التحرر. ومن علامات التمرد الأخلاقي إقامة علاقة قبل الزواج واستخدام حبوب منع الحمل وشرب المسكرات واحتقارالقيم القديمة. كان النساء قبل الحرب لا يطأن عتبات مراكز التجميل حيث انقلب الحال بعد الحرب ليصبح الأمر اعتياديًا بل وأصبح النساء يذهبن إلى سبيكزي وهو متجر يبيع الكحول بشكل غير قانوني وكأنهن يذهبن إلى محطات القطار. ويقسمن ويدخن السجائر في العلن ويستخدمن حبوب منع الحمل كما قمن برفع تنانيرهن فوق الرقبة حيث يرتدين ملابسهن الداخلية تحتها. صِرن ينافسن الرجال في عالم التجارة وحصولهن على الاستقلال المادي، ليس ذلك فحسب بل استقلن في كثير من المجالات بعيًدا عن الرجال .
تخطت المرأة العصرية كافة حدود أدوار الجنسين، لتظهر حريتها المادية والجنسية. قامت بقص شعرها إلى الرقبة وارتدت فساتين فضفاضة بقصات قصيرة. حيث لم تعد مقيدة بفستان ذو خصر ضيق مشدود وتنانير طويلة تجر في الأرض. امرأة 1920 العصرية كانت ذو تفكير مستقل، لم تتبع أعراف النساء من قبلها. كانت المتحررة تعد مثالًا على مفهوم انتشار النساء وأدوارهن في المجتمع خلال صخب العشرينات. كانت الحركة بكافة خصائصها كالحماسة والطاقة والإضطراب ورفض العادات الأخلاقية والتقلدية تمثل الصورة المثالية للمتحررات. تجاهل المتحررات العفة والحياء والأخلاق والمفاهيم التقليدية للرجولة والأنوثة. كما وجهن مُنَاشَدَة إلى السلطات وكن وَشِيكات من إضعاف البلد.
كان المَفْهُوم الفيكتوري الأمريكي للجنس وأدوار النساء والرجال في المجتمع ولبعضهم البعض يواجه تحديًا كبيرًا. كانت الثياب الحديثة أكثر خفة ومرونة مقارنتًا بالثياب القديمة، كما كانت تناسب المرأة العصرية كالمتحررة التي لطالما أرادت أن تنخرط في النشاطات الرياضية. وأصبح النساء جازمات وأقل حماسة للمكوث في المنزل. كما أصبحت ثيابهن تُرى كالإيحاء الجنسي وتثير أسئلة أعمق حول ماهية الأفعال والقيم التي ترمز لها تلك الثياب.

## نهاية الحقبة
تلاشى نمط حياة المتحررات ومظهرهن كما شارف صخب العشرينات واللمعان والتألق على الإنتهاء في أمريكا بعد حادثة انهيار وول ستريت في عام 1929. وأصبح هناك عجز عن توفير آخر صيحات الموضة ونمط حياة المتحررات، إذ أن عجز المرأة المتحررة أدى إلى عودتها إلى زيها السابق الطويل واختفاء موضة لباس المتحررات. تغير جدي ومفاجأ حدث بين العامة تزامنًا مع ظهور الكَسَاد العظيم. كانت الأفعال الجريئة والممتعة أقل قبول خلال فترة الأزمة الإقتصادية في عام 1930. عند عودة موضة التنانير القصيرة مجددا بدأت مُعْظَم الدول بإتخاذ إجراءات تقييد النساء بأنظمة لإرتداء التنانير بحد أدنى لا يتجاوز الثلاثة إنشات من أعلى الكاحل. كما كانت قصات الشعر القصيرة جدًا سببًا في فصل بعض الموظفات من عملهن. وكان الانتقال إلى حقبة الثلاثينات أمرًا ليس بالسهل. كما كانت الحملات مثل حملة (البدائل والتعويض) شِعَارا متداول للتأكد من خلو المجتمع من فرط الإستهلاك. كانت الخيارات في الأقمشة من ضمن القطع التي سيتم إزالتها خلال تلك الفترة المُعدمة. حيث تم استبدال الأقمشة الراقية كالحرير بالأقمشة الصناعية لتصبح الأخيرة الأكثر استخدامًا والتي كانت شائعتًا في بداية عام 1900. كما أصبحت أزياء الحفلات المُزَرْكَشة ذات الزينة المزخرفة والألوان البراقة أقل استخدامًا. وعملن النساء بأعمال الرجال الذي كانوا بالحرب. بالإضافة إلى  أن الأعمال التي تتطلب جهدا بدنيًا دعت إلى القبول الاجتماعي لبناطيل النساء في المجتمع.